# Vermilion
«Vermilion» — сингл группы Slipknot, состоящий из двух версий песни. Первая, Vermilion, звучит намного тяжелее второй акустической версии, Vermilion Pt.2, в которой используются такие нетипичные для группы инструменты, как скрипка и акустическая гитара. Популярностью среди фанатов пользуется именно вторая версия песни. Песня вошла 8 треком на альбом «Vol.3: The Subliminal Verses», а также была включена на первый диск концертного альбома «9.0: Live».
Во время исполнения песни Vermilion участники группы надевают серые маски, изображающие их лица.

## Список композиций
Винил / Компакт-диск в картонном конверте
1. «Vermilion» (Single Mix) — 4:14
2. «Scream» — 4:30

Европейский / японский компакт-диск
1. «Vermilion» (Single Mix) — 4:16
2. «Scream» — 4:32
3. «Danger - Keep Away» (Full-Length Version) — 7:53

+ Видео на «Vermilion»
Второй европейский компакт-диск
1. «Vermilion» (Single Mix) — 3:59
2. «Scream» — 4:30
3. «Vermilion» (Full-Length Single Mix) — 5:17

Американский промо сингл
1. «Vermilion» (Euro Radio Edit) — 3:59

Второй американский промо-сингл
1. «Vermilion» (Edit)
2. «Vermilion» (Album Version)
3. «Vermilion pt.2»

Европейский промо-сингл
1. «Vermilion» (Single Mix) — 3:59
2. «Vermilion» (Full-Length Single Mix) — 5:17

Второй европейский промо-сингл
1. «Vermilion» (Full-Length Single Mix) — 5:17

## Видеоклипы и интерпретация
Оба видеоклипа к песням снимались в августе 2004 года.
В Vermilion Pt.1 показывается девушка, живущая в густонаселённом городе. Она одета в несколько старомодное пышное платье. Её одеяние объясняется тем, что время для девушки течет слишком быстро, люди не замечают её, проносятся мимо неё. Возможно, в данном клипе отображается сумасшедшая жизнь в современном городе, где все люди куда-то спешат. Также есть версия, что в клипе показано одиночество современного человечества.
Во всяком случае, девушка перестает быть одинокой, как только она надевает десятую маску Мэггота (maggot — фанат Slipknot), изображённую на обложке альбома Vol.3: The Subliminal Verses. Перед ней появляются участники Slipknot, которые поверх своих традиционных масок надевают Death Masks, изображающие их лица. Музыканты танцуют с одинокой девушкой.
В конце клипа девушка отпускает на волю бабочку из банки. Она хочет вернуть её, но не может поймать. Тогда вся её боль вырывается изнутри и она в истерике начинает рвать на себе волосы, не в силах угнаться за бабочкой. Клип заканчивается тем, что бабочка снова прилетает к обессиленной девушке и радует её своим присутствием, только уже будучи мёртвой.
В клипе к Vermilion Pt.2 показывается та же самая девушка, но на этот раз она лежит в поле. Затем ветер начинает поднимать и кружить её в воздухе. Очень скоро зритель понимает, что девушка мертва. Однако она выглядит более счастливой, чем в первом видеоклипе.

## Девушка из Vermilion
Женщина в видеоклипах к Vermilion Pt. 1 и 2 — актриса, Дженна Боссье (Janna Bossier) из Лос-Анджелеса.

## Интерпретация
В интервью Кори Тейлор (Corey Taylor) признался, что Vermilion была написана как песня о любви в честь ныне бывшей супруги Скарлетт.

## Саундтреки
Эта песня попала в фильм Обитель Зла 2: Апокалипсис, а вторая часть попала фильм Другой мир: Эволюция и спец-версию альбома All Hope Is Gone, где эта песня входит как ремикс.